# Bessey de Létourdie
Bessey de Létourdie (sinh ngày 15 tháng 7 năm 1962) là một vận động viên chạy nước rút Seychellois. Bà đã thi đấu ở nội dung 100 mét nữ tại Thế vận hội Mùa hè 1980.